# Wildeplaats
Wildeplaats (ook De Wilde Plaats) is een streek in de gemeente Pekela in het oosten van de provincie Groningen. Wildeplaats ligt haaks op het Pekelderhoofddiep. De streek loopt van Boven Pekela tot Dwarsdiep. K. ter Laan geeft als verklaring dat de buurt spontaan is ontstaan. Op een afgelegen stuk land van een boer uit Onstwedde had een aantal gezinnen zich 's nachts gevestigd en daar een aantal plaggenhutten gebouwd. Nadat de volgende dag rook naar buiten was gekomen zou de eigenaar de bewoning moeten dulden.
Dorpen: Boven Pekela · Nieuwe Pekela · Oude Pekela

Gehuchten: Alteveer (deels) · Bronsveen 

Buurtschappen: Doorsnee · Dwarsdiep · Hanekamp · Hoetmansmeer · Kruiselwerk · Mallemolen · Noodvlucht · Noorderkolonie · Stroobos · Wildeplaats · Zuiderkolonie

Groningen: Steden en dorpen      Nederland: Provincies · Gemeenten